# Regional Comprehensive Economic Partnership
Regional Comprehensive Economic Partnership (dansk: Regional sammenslutning af økonomisk partnerskab) også forkortet RCEP, er verdens største frihandelszone omfattende 3,6 milliarder mennesker, svarende til 48 procent af verdens befolkning, underskrevet 15. november 2020, bestående af de 10 ASEAN-lande, Brunei (Brunei Darussalam), Cambodja, Filippinerne, Indonesien, Laos, Malaysia, Myanmar (tidligere Burma), Singapore, Thailand og Vietnam, samt fem partnere, henholdsvis såkaldte ASEAN Plus Three med yderligere Kina, Japan og Sydkorea, og såkaldte ASEAN Plus Six med yderligere Australien og New Zealand.
Forhandlinger om en aftale blev påbegyndt ved ASEAN-mødet i 2011 på Bali. Indien var i begyndelsen med i forhandlingerne om frihandel, men trak sig ud, af frygt for billige kinesiske varer. Indien har dog mulighed for senere, at tilslutte sig aftalen.
Frihandelsaftalen træder i kraft i midten af 2021 og vil i 2020-tal omfatte en samlet værdi af 11,2 billioner USD (cirka 70 billioner DKK), hvilket udgør 29,5 procent af verdenshandlen. De 15 medlemslande har en samlet BNP-værdi på mere end 28,5 billioner USD (cirka 180 billioner DKK), svarende til 32,7 procent af verdens samlede bruttonationalprodukt (BNP).